# درنووتس
درنووتس (به بلغاری: Drenovets) یک منطقهٔ مسکونی در بلغارستان است که در استان ویدین واقع شده‌است.
 درنووتس  ۱٬۳۰۲ نفر جمعیت دارد و ۱۲۱ متر بالاتر از سطح دریا واقع شده‌است.